# Consuelo Cano Hernández
Consuelo Cano Hernández (Molina de Segura, 21 de agosto de 1965) es una política española.

## Biografía
Licenciada en Filología Inglesa. Es profesora de Enseñanza Secundaria Obligatoria.
En 2015 fue elegida diputada del PSOE a la Asamblea Regional de Murcia.